# Zwarte kluifzwam
De zwarte kluifzwam (Helvella lacunosa) is een schimmel uit de familie Helvellaceae.

## Kenmerken

### Uiterlijke kenmerken
De zwarte kluifzwam heeft een vruchtlichaam tot tien centimeter groot. De hoed is zadelvormig, maar vaak onregelmatig gelobd. Het is soms zo onregelmatig dat het eruitziet al verfrommelde prop. De onderzijde van de hoed is bleek grijs, vrijwel glad en kaal.
De  steel is relatief fors, tot 2 cm dik. Deze is hol en ongeveer cilindrisch, maar met een opvallend geribd oppervlak. De kleur van de steel is bleek grijs met een wat bruinige tint.
Bleke exemplaren van de zwarte kluifzwam kunnen verward worden met de sterk gelijkende witte kluifzwam (H. crispa). Bij de witte kluifzwam is de hoedrand overal los van de steel.
De sporenprint is wit.

### Microscopische kenmerken
De sporen zijn elliptisch van vorm en glad. Ze meten 15–18 (20) × 10,5–12 (13) μm.

## Toxiciteit
Vroeger was deze paddenstoel bekend als een eetbare paddenstoel, maar uit onderzoek is gebleken dat deze paddenstoel spijsverteringsproblemen kan veroorzaken.

## Verspreiding en levenswijze
De zwarte kluifzwam is in Nederland een vrij algemene soort. Hij leeft saprofyt in bossen op zandige tot lemige, vaak verstoorde, bodem.